# Bahagia (Lawe Bulan)
Bahagia is een bestuurslaag in het regentschap Aceh Tenggara van de provincie Atjeh, Indonesië. Bahagia telt 322 inwoners (volkstelling 2010).